# Pivovar Prior
Pivovar Prior byl založen v roce 1893 pod původním názvem Plzeňský společenský pivovar, s.r.o., jako v pořadí třetí společenský pivovar v Plzni. Jeho podílníky se stali vlastníci domů nebo stavebních parcel v Plzni. Na stavbu pivovaru bylo využito místo usedlosti Beranovka, kterou zakoupili v roce 1893 Leo Popper a Gustav Levit za 94 000 zlatých. Jako zdroj vody sloužilo 3 km vzdálené prameniště Dobrá Voda (nyní lokalita U Čertova mlýna na levém břehu Berounky, jižně od Sence). Práce na úpravě terénu byly zadány plzeňské firmě Müller a Kapsa a realizovány do konce roku 1894. Stavbu většiny budov provedl v letech 1894–1896 stavitel Rudolf Štech. Na svoji dobu byl pivovar postaven velmi moderně, podle nejnovějších poznatků v pivovarském průmyslu, doplněn  nejmodernějším zařízením s důrazem na zdravotní nezávadnost. Všechny prostory byly vybaveny elektrickým osvětlením. Areál pivovaru tvořila sladovna, varna, strojovna, sklepy, bednárna a administrativní budova. Pivovar byl napojen vlečkou na Plzeňsko-březenskou dráhu. Ministerstvo obchodu povolilo na trati zřídit zastávku Plzeň - Společenský pivovar. 8. ledna 1896 bylo zahájeno sladování a 7. května 1896 vaření piva. Ke slavnostnímu výstavu piva 1. září 1896 pozvala správní rada cca 1 000 hostů. V prvním roce provozu bylo uvařeno 100 000 hektolitrů, ve čtvrtém roce již 150 000 hektolitrů piva. Pivo získávalo velkou oblibu a na zahraničních výstavách také nejvyšší ceny. Ve štítu a pečeti měl pivovar povoleno používat císařského orla.
Výroba postupně stoupala až do let 1913 a 1914, ve kterých dosáhl nejvyšší úrovně i export.  Velkým zásahem do výroby byla 1. světová válka, po které se už export nepodařilo obnovit. O převzetí Prioru rozhodl Měšťanský pivovar, který skoupil většinu podílů a zastavil výrobu piva k 31. března 1925. Kromě sladovny bylo ostatní zařízení, pozemky a další budovy rozprodány. Sladovna byla v provozu až do roku 1993, kdy byl její provoz ukončen. Dokumenty, materiály i publikace o Plzeňském společenském pivovaru jsou uloženy v Archivu Plzeňského Prazdroje.

## Fotografie

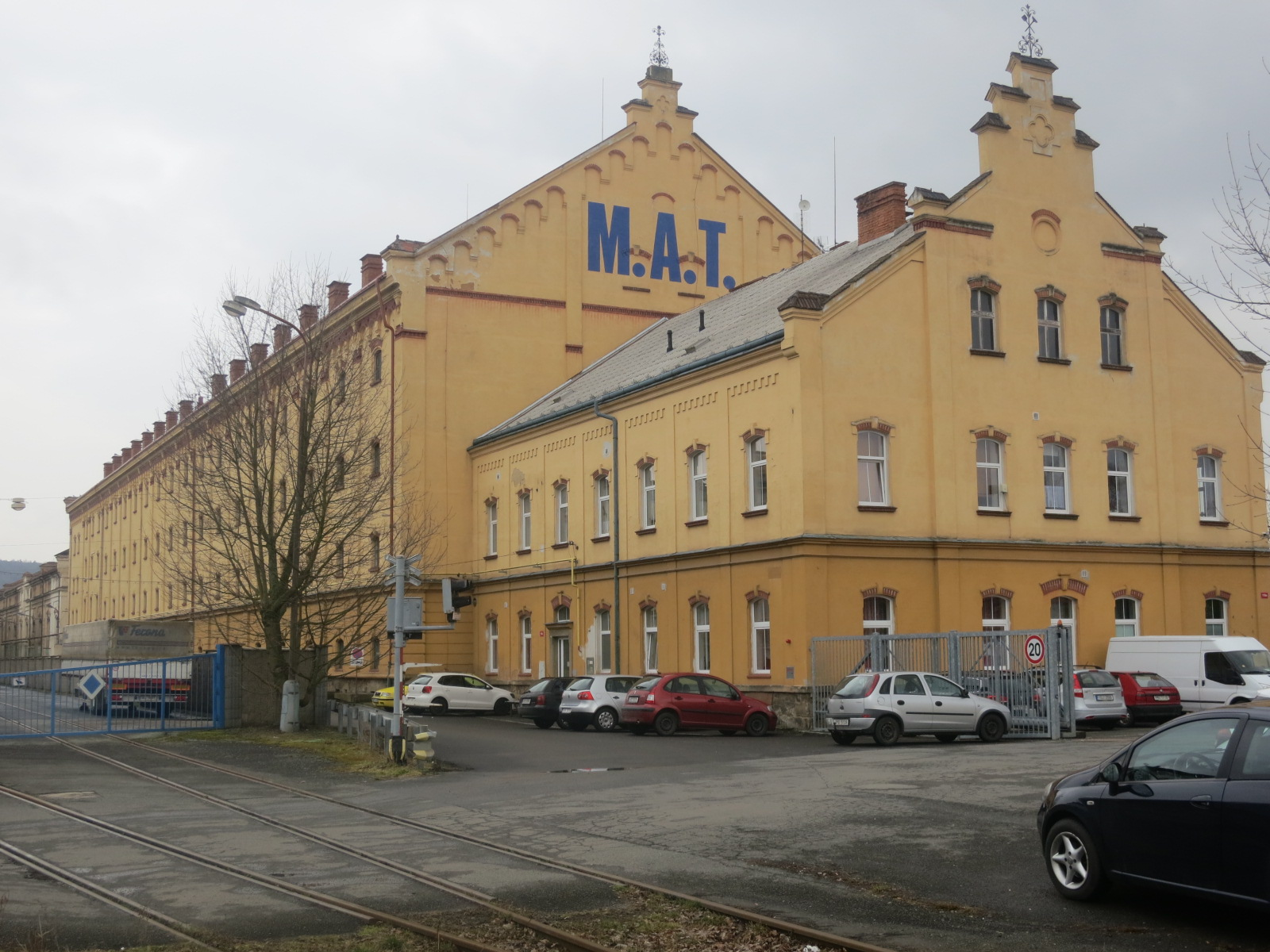
Budova pivovaru Prior
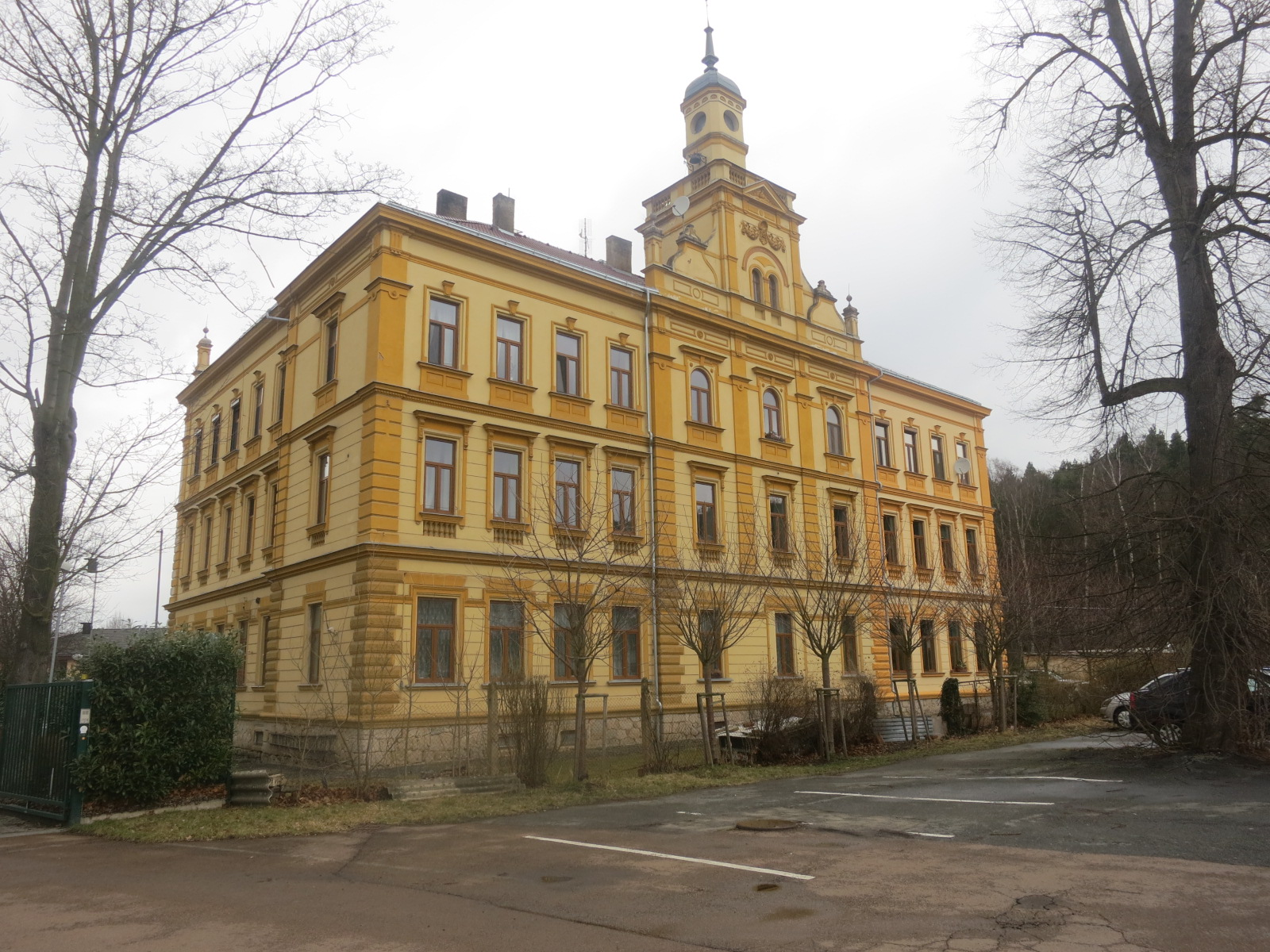
Administrativní budova